# CXCR5
CXCR5 (англ. C-X-C motif chemokine receptor 5) – білок, який кодується однойменним геном, розташованим у людей на короткому плечі 11-ї хромосоми. Довжина поліпептидного ланцюга білка становить 372 амінокислот, а молекулярна маса — 41 955.
| 10         |  | 20         |  | 30         |  | 40         |  | 50         |
| ---------- |  | ---------- |  | ---------- |  | ---------- |  | ---------- |
| MNYPLTLEMD |  | LENLEDLFWE |  | LDRLDNYNDT |  | SLVENHLCPA |  | TEGPLMASFK |
| AVFVPVAYSL |  | IFLLGVIGNV |  | LVLVILERHR |  | QTRSSTETFL |  | FHLAVADLLL |
| VFILPFAVAE |  | GSVGWVLGTF |  | LCKTVIALHK |  | VNFYCSSLLL |  | ACIAVDRYLA |
| IVHAVHAYRH |  | RRLLSIHITC |  | GTIWLVGFLL |  | ALPEILFAKV |  | SQGHHNNSLP |
| RCTFSQENQA |  | ETHAWFTSRF |  | LYHVAGFLLP |  | MLVMGWCYVG |  | VVHRLRQAQR |
| RPQRQKAVRV |  | AILVTSIFFL |  | CWSPYHIVIF |  | LDTLARLKAV |  | DNTCKLNGSL |
| PVAITMCEFL |  | GLAHCCLNPM |  | LYTFAGVKFR |  | SDLSRLLTKL |  | GCTGPASLCQ |
| LFPSWRRSSL |  | SESENATSLT |  | TF         |  |            |  |            |

A: Аланін

C: Цистеїн

D: Аспарагінова кислота

E: Глутамінова кислота

F: Фенілаланін

G: Гліцин

H: Гістидин

I: Ізолейцин

K: Лізин

L: Лейцин

M: Метіонін

N: Аспарагін

P: Пролін

Q: Глутамін

R: Аргінін

S: Серин

T: Треонін

V: Валін

W: Триптофан

Кодований геном білок за функціями належить до рецепторів, g-білокспряжених рецепторів, білків внутрішньоклітинного сигналінгу. 
Задіяний у такому біологічному процесі, як альтернативний сплайсинг. 
Локалізований у клітинній мембрані, мембрані.